# بابک حسیبی
بابک حسیبی (زادهٔ تهران ایران) مهندس برق ایرانی آمریکایی است در زمینه نظریه مخابرات، نظریه اطلاعات، پردازش سیگنال، و نظریه کنترل که هم‌اکنون استاد کرسی بایندر/امگن و رئیس سابق دانشکده مهندسی برق مؤسسه فناوری کالیفرنیا است.
حسیبی لیسانس خود را در ۱۹۸۹ از دانشگاه تهران و فوق لیسانس و دکترای خود را به سرپرستی تامس کیلات از دانشگاه استنفورد در ۱۹۹۳ و ۱۹۹۶ دریافت کرد.
او از برندگان جایزه ریاست جمهوری اوایل فعالیت برای دانشمندان و مهندسین در سال ۲۰۰۳ است. او نوهٔ کاظم حسیبی، از رهبران جبهه ملی ایران و مشاور نفت محمد مصدق نخست‌وزیر سابق ایران است.